# Lehmijärvi (sjö i Nyland)
Lehmijärvi är en sjö i Lojo stad i Finland.   Den ligger i landskapet Nyland, i den södra delen av landet, 40 km väster om huvudstaden Helsingfors. Lehmijärvi ligger 57,9 meter över havet. I omgivningarna runt Lehmijärvi växer i huvudsak blandskog. Arean är 2,5 kvadratkilometer och strandlinjen är 17,68 kilometer lång. Sjön  ingår i Karisåns huvudavrinningsområde. 

## Öar
- Savisaari, ö i Lojo, 60°19′25″N 24°11′20″Ö / 60.3236°N 24.1889°Ö (1,1 ha)
- Raatosaari, ö i Lojo, 60°18′57″N 24°10′37″Ö / 60.3158°N 24.1769°Ö (0,3 ha)